# Kalenden
Die Kalenden (lateinisch Kalendae) waren im römischen Kalender jeweils der erste Tag eines Monats.

## Etymologie
Etymologisch leitet sich „Kalendae“ ab vom Ausrufungsritual („kalo“) im Zusammenhang mit der Göttin Iuno Covella. Grammatisch kommen sie nur in der Mehrzahl vor, sind also ein Pluraletantum und darüber hinaus eines der ganz wenigen lateinischen Wörter, die traditionell mit einem K geschrieben wurden. Von ihnen leitet sich das deutsche Wort „Kalender“ (über lateinisch calendarium „Verzeichnis der Kalendae“) ab.
In den meisten Tochtersprachen des Latein ist der Begriff Kalendae in seiner Ursprungsbedeutung verschwunden, hat sich indes in vereinzelten Regionen erhalten (z. B. in einigen italienischen Dialekten sowie im bündnerromanischen Brauchtumsnamen Chalandamarz).

## Bedeutung
Römer nannten den ersten Tag jeden Monats die „Kalenden“. Diese läuteten den Beginn einer neuen Mondphase ein. Auch verkündeten an diesem Tag die pontifices in der Curia Calabra die Anzahl an Tagen bis zum nächsten Monat. 
An diesem Tag mussten Schuldner ihre Schulden begleichen; diese wurden in der kalendaria eingetragen, gewissermaßen ein Rechnungsbuch. In Anlehnung an die Bedeutung als Zahltag gründeten sich im Mittelalter die Kalandbruderschaften. 
Die Kalenden waren neben den Nonen, Iden und Terminalien einer der vier feststehenden Feiertage, die jeder Monat des römischen Kalenders hatte. Diese vier Feiertage bezeichneten ursprünglich die Mondviertel (Kalenden: Neumond, Iden: Vollmond, Nonen und Terminalien: zunehmender bzw. abnehmender Halbmond).

## Gebrauchsanleitung
Während moderne Kalender die Anzahl der Tage nach dem ersten Tag jeden Monats zählen, maß der römische Kalender die Anzahl der Tage bis zu bestimmten Zukunftsdaten, zum Beispiel den Kalenden, den Nonen oder den Iden. 
Um den Tag zu den Kalenden des nächsten Monats zu berechnen, ist es notwendig, die verbleibenden Tage im aktuellen Monat zu ermitteln und dazu zwei zu addieren. Zum Beispiel ist der 22. April der 10. Tag zu den Kalenden von Mai, weil 8 Tage im April übrig sind.

## Verwendung in Redensarten
„An den griechischen Kalenden“ ist gleichbedeutend mit „am Sankt-Nimmerleins-Tag“ und stellt eine wörtliche Übersetzung der lateinischen Redensart „ad Kalendas graecas“ dar. Der griechische Kalender kannte keine Kalendae, woraus sich die Bedeutung „niemals“ ergibt. Diese Redensart ist heute im Deutschen kaum noch bekannt, während die italienische Entsprechung „alle calende greche“ in Italien oder die französische Entsprechung aux calendes grecques im französischsprachigen Raum weiterhin in Gebrauch sind.